# Dimos Dodoni
Dimos Dodoni (Dodoni) är en kommun i Grekland.   Den ligger i prefekturen Nomós Ioannínon och regionen Epirus, i den centrala delen av landet, 300 km nordväst om huvudstaden Aten. Antalet invånare är 10 482. Arean är 663 kvadratkilometer.
Terrängen i Dimos Dodoni är bergig söderut, men norrut är den kuperad.